# Son Llaüt
Son Llaüt és una possessió de Santa Maria del Camí situada entre Can Cerdó, Son Penjoi i Son Barca. En l'actualitat els terrenys de la possessió han estat ocupats per un polígon industrial, en romanen les cases i algunes dependències annexes. Es va formar a finals del segle xvi a partir de diferents peces de terra que havien format part de Terrades. Es va conèixer com ses Cases Noves.
Així, el 1659, la seva propietària era Francina Canyelles i deia tenir dues peces de terra anomenades el Camp Empedrat i la Tanca d'en Moià, que posteriorment varen formar Son Llaüt. El 1685 apareix com a propietari en Jeroni Canyelles i estava valorada en 1000 lliures, i el 1818 era de Francina Anna Amengual ocupava una superfície de 18 quarterades i estava valorada en 2887 lliures. Per enllaç matrimonial va passar a la família Simonet. Així, el 1863 era de Bartomeu Simonet i ocupava una superfície de 14
quarterades. Actualment gran part dels terrenys s'han convertit en un polígon industrial i les cases són de propietat municipal i són seu de la Factoria de So.